# 天主教奔古馬教區
天主教奔古馬教區（拉丁語：Dioecesis Bungomaënsis）是肯亞一個羅馬天主教教區，屬基蘇木總教區。
教區成立於1987年4月27日，包括奔古馬縣和布西亞縣。2012年有639,839名教友（佔轄區總人口32.1%）、三十個堂區、七十一名司鐸。現任教區主教為諾曼·金古·萬布亞。